# Philip Congdon
Philip Congdon (6 de junio de 1989) es un deportista británico que compitió en remo. Ganó una medalla de bronce en el Campeonato Europeo de Remo de 2014, en la prueba de ocho con timonel.

## Palmarés internacional
| Campeonato Europeo | Campeonato Europeo | Campeonato Europeo | Campeonato Europeo |
| Año                | Lugar              | Medalla            | Prueba             |
| ------------------ | ------------------ | ------------------ | ------------------ |
| 2014               | Belgrado (Serbia)  | Medalla de bronce  | Ocho con timonel   |